# Brevicornu setigerum
Brevicornu setigerum är en tvåvingeart som beskrevs av Zaitzev 1995. Brevicornu setigerum ingår i släktet Brevicornu och familjen svampmyggor. Inga underarter finns listade i Catalogue of Life.